# Charlestonmechaniek
Het charlestonmechaniek (ook wel snowshoe cymbal, charleston cymbal, charlestonmachine of kortweg charleston genoemd) is een uitvinding uit de jaren twintig. Het is de voorloper van de hihat.
Het slaginstrument bestaat uit twee bekkens die op een standaard gemonteerd zijn en waarvan het bovenste door middel van een pedaal tegen het onderste wordt geslagen. Het instrument werd voornamelijk aangetroffen in dans- en jazzorkesten. Het belangrijkste verschil met de hihat is dat het charlestonmechaniek op een veel lagere standaard is geplaatst en dat dit doorgaans niet met brushes of stokken wordt bespeeld. Het charlestonmechaniek dankt zijn naam aan de syncoperingen in de muziek voor charlestons.